# NGC 51
NGC 51は、アンドロメダ座の方向にあるレンズ状銀河である。この銀河は1885年9月7日にルイス・スウィフトによって発見された。直径は約17万光年で、天の川銀河の約1.7倍程度の大きさを持つとされる。